# 金鮻
金鮻為輻鰭魚綱鯔形目鯔科的其中一種，分布於東大西洋區，從蘇格蘭至維德角群島淡水、鹹水水域，體長可達59公分，棲息在沿岸海域、潟湖及河口，以有機碎屑及底棲生物為食，可做為食用魚及養殖魚。

## 擴展閱讀
維基物種上的相關：金鮻